# Pentacentron
Pentacentron là một chi thực vật có hoa đã tuyệt chủng trong họ Côn lan, bao gồm một loài duy nhất là Pentacentron sternhartae. Chi này được biết đến từ những mẫu trái cây hóa thạch được tìm thấy trong trầm tích Eocen sớm ở phía bắc bang Washington, Hoa Kỳ. Quả được xác định là của P. Sternhartae có thể thuộc về một loài đã tuyệt chủng khác, Tetracentron hopkinsii.

## Phân bố và môi trường cổ
Pentacentron sternhartae được biết đến nhờ các mẫu vật phục hồi từ phần lộ ra của hệ tầng núi Eocen sớm, Ypres Klondike ở Republic, Washington. Hệ tầng núi Klondike bảo tồn một hệ thực vật ôn đới vùng cao, lần đầu tiên được giải thích là vi nhiệt, tuy nhiên, nghiên cứu sâu hơn đã chỉ ra rằng hệ thực vật này có bản chất trung nhiệt hơn. Quần xã thực vật được bảo tồn trong hệ tầng núi Klondike là một khu rừng lá rộng hỗn giao với nhiều phấn hoa từ cây bạch dương và thông rụng lá vàng, nhưng cũng có dấu vết đáng chú ý của linh sam, vân sam, cây bách và cọ.

## Phân loại
Loài này được mô tả từ một mẫu vật điển hình, mẫu định danh đầu quả số SR 93-08-02, cùng với một nhóm tám mẫu vật paratype. Tại thời điểm mô tả, các mẫu vật thuộc chuỗi điển hình được bảo quản trong những bộ sưu tập cổ thực vật học của Trung tâm Stonerose ở Republic, Washington. Manchester và cộng sự đã xuất bản mô tả loại năm 2018 về loài này trên Tạp chí Khoa học Thực vật Quốc tế cùng với mô tả của Paraconcavistylon wehrii. Tên chi Pentacentron được đặt theo sự đối xứng bậc năm của quả cây, khác với đối xứng bậc bốn ở loài Tetracentron còn tồn tại. Các nhà nghiên cứu chọn tên thực vật Sternhartae như một sự kết hợp giữa tên đệm bố vinh danh Michael E. Sternberg và tên đệm mẹ vinh danh Janet L. Hartford, những người đến từ Republic, Washington. Sternberg và Hartford đã giúp tạo điều kiện thuận lợi cho việc thu thập hóa thạch tại Republic, đồng thời thúc đẩy nghiên cứu và giáo dục về hóa thạch được thực hiện thông qua Trung tâm Stonerose.
P. sternhartae là một trong khoảng từ ba đến bốn loài thuộc họ Côn lan được mô tả từ hệ tầng núi Klondike. Do môi trường sống bị giới hạn đáng kể, ba loài khác cũng đều được xác định tại Republic là Paraconcavistylon wehrii, Tetracentron hopkinsii, và Trochodendron nastae. Ngoài ra, loài Trochodendron drachukii được biết đến từ đá phiến sét nhóm Kamloops có liên quan tại Lớp hóa thạch McAbee gần Cache Creek, British Columbia, Canada. Manchester và cộng sự năm 2018 lưu ý rằng T. drachukii có khả năng là quả của T. nastae, trong khi P. sternhartae có khả năng là quả của T. hopkinsii. Nếu tìm thấy hóa thạch của quả và tán lá đi kèm, loài này sẽ giảm xuống còn ba đơn vị phân loại thực vật.

## Miêu tả
Các gai đầu quả Pentacentron sternhartae có chiều dài từ 5,8–9,2 cm (2,3–3,6 in). Trong đó, các quả được sắp xếp dọc theo trục theo hình xoắn ốc. Quả nang đều không có cuống trên lớp vỏ mỏng. Đầu quả nang bao gồm năm khoang quả, được sắp xếp theo hình ngũ giác quanh đường giữa của đầu rộng 1,3–1,5 mm (0,051–0,059 in). Mọc từ giữa mỗi buồng là một vòi nhụy dài uốn cong về phía đỉnh và hướng vào trong, mỗi vòi nhụy có một túi mật hình elip phình ra ở gốc. Viền gốc của mỗi quả là những vết sẹo bao hoa tạo ra một mép bích nhô lên. Các quả mở ở đỉnh, thông qua các đường phân cách chạy từ ngay trên vòi nhụy cho đến đầu quả, nơi chúng tiếp xúc tạo thành một ngôi sao ngũ giác giống như lỗ mở.